# 수령형상창조
수령형상창조는 조선민주주의인민공화국의 예술에서 중시하는 개념으로, 영화나 연극, 문학, 미술 등 예술 여러 분야의 창작과 구현 작업에서 혁명적 수령관에 입각한 노동계급의 수령을 형상화하는 것이다.
이념적으로 1967년 조선로동당이 지도이념으로 채택한 유일사상체계의 확립과 관련이 깊으며, 실질적으로는 김정일이 주도한 전문 창작단 조직을 통한 수령형상문학과 수령형상영화 제작으로 구체화되었다. 1980년대 초부터 기존의 수령형상문학이 혁명가의 전형 수준에서 여러 혁명가 중 한 사람에 불과하도록 그려진 것에 대한 비판이 제기되어, 수령의 형상화는 공산주의 인간학의 최고 전범으로서 인물 묘사 중 가장 높은 지위를 가져야 한다는 점이 강조되었다.
수령형상창조에 비판적인 입장에서는 '(김일성/김부자) 우상화 예술' 등으로 부르기도 한다.

## 문학
수령형상문학의 효시로는 조기천의 장편 서사시 〈백두산〉(1947), 리찬의 시 〈김일성장군의 노래〉(1946)가 꼽히고 있으며, 한설야의 김일성 전기물인 《만경대》 도 언급된다.
시리즈로 엮은 장편 소설인 총서 《불멸의 력사》와 《불멸의 향도》는 집체창작 방식으로 제작된 대표적인 수령형상문학 작품이다.

## 영화
최초의 수령형상영화는 《누리에 붙는 불》(1977)이며, 일제강점기 동안의 김일성의 활동을 다룬 《백두산》(1979), 《사령부를 멀리 떠나서》(1979), 총 10부작으로 만들어진 《조선의 별》(1980 ~ 1987) 등이 잇따라 제작되었다. 이 가운데 《조선의 별》은 수령형상예술의 맹아로 볼 수 있는 김혁의 노래 〈조선의 별〉(1928)에서 제목을 따온 것이다.

## 연극
최조의 수령형상연극은 1946년 제작된 《뢰성》으로, 김사량이 희곡을 썼다. 김정숙 사망 전에 공연된 이 연극은 '백두산 3대 장군'으로 불리는 김일성과 김정숙, 김정일이 함께 관람한 작품이라는 점도 강조된다.

## 미술
1948년 만경대혁명학원에서 제작한 김일성 동상과, 같은 해 보천보 전투를 소재로 삼아 그린 유화 〈보천보의 홰불〉이 최초의 수령형상미술 작품이다.
기념물로는 보천보 전투가 일어난 보천보 지역에 세워진 〈보천보전투승리기념탑〉(1967)이 최초의 작품으로 꼽히고 있다.

## 같이 보기
- 유일사상체계
- 혁명적 수령관

## 참고 자료
- 이명자 (2005년 6월 8일). “유일수령제의 구현 수령형상영화 - 70년대 등장한 수령형상영화들”. 컬처뉴스.
- NK조선 - 문화/예술 : 문학
- 《조선중앙통신》 (2005.12.21) 조선의 첫 수령형상작품들